# Motwica (dopływ Czarnej)
Motwica (w górnym biegu: Grabówka) – struga, lewostronny dopływ Czarnej o długości 10,99 km. 
Wypływa w okolicach wsi Gułów i płynie początkowo w kierunku wschodnim. Po minięciu wsi Adamów zmienia kierunek na południowy i przepływa obok miejscowości Zakępie, po czym, po ponownej zmianie kierunku na południowo-wschodni mija miejscowości Józefów Duży, Hordzież i wpada do Czarnej.